# Багнюк Олександр Олександрович
Олекса́ндр Олекса́ндрович Багню́к (нар. 17 березня 1977, Шепетівка — 12 вересня 2014, Старобешеве) — підполковник (посмертно) Збройних сил України, учасник російсько-української війни.

## Життєпис
Народився 1977 року у місті Шепетівка на Хмельниччині. Згодом сім'я переїхала до міста Іллінці Вінницької області, де 1994-го закінчив середню школу № 2.
Після закінчення школи вступив до Харківського інституту танкових військ ім. Верховної Ради України, який закінчив у 1998 році.
Заступник командира 3-го механізованого батальйону з озброєння, 72-а окрема механізована бригада м. Біла Церква.
Загинув у бою — на передовій, від осколкового поранення, під час танкової атаки терористично-російських сил на командно-спостережний пункт. Бій відбувався в районі Старобешеве — Волноваха.
Похований 16 вересня в Іллінцях, де проживають батьки Олександра.
Без Олесандра лишилися батьки Валентина Григорівна і Олександр Михайлович, дружина, син та донька, сестра Інна Олександрівна, проживають в Білій Церкві.

## Нагороди і вшанування пам'яті
- За особисту мужність і героїзм, виявлені у захисті державного суверенітету та територіальної цілісності України, вірність військовій присязі нагороджений орденом Богдана Хмельницького III ступеня (21 жовтня 2014 року, посмертно)[3]
- 14 жовтня 2014 року члени виконкому Білоцерківської міської ради підтримали проєкт рішення про присвоєння звання «Почесний громадянин міста Біла Церква» Олександру Багнюку.[4]
- 5 грудня 2014 року в Іллінецькому НВК школі-гімназії № 2, де навчався Олександр, урочисто відкрито меморіальну дошку на його честь.[5]
- 30 грудня 2015 року в місті Іллінці вулицю, де мешкав Олександр Багнюк, було названо його іменем.[6][7]
- 6 грудня 2016 року в місті Іллінці на початку вулиці, названої на честь Героя, відкрили меморіальну дошку учасникові АТО підполковнику Олександрові Багнюку[8]
- Його портрет розміщений на меморіалі «Стіна пам'яті полеглих за Україну» у Києві: секція 4, ряд 5, місце 14